# Harajuku
Harajuku (Japans: 原宿) is de naam voor het gebied rond station Harajuku op de Yamanote-lijn. Officieel behoort de buurt tot de wijk Jingumae (神宮前) in Shibuya (Tokio). Elke zondag komen jongeren, gekleed in een verschillende stijlen zoals gothic lolita, visual kei, en cosplay in Harajuku rondhangen. De modestijlen van deze jongeren voldoen zelden aan een bepaalde stijl en zijn meestal een mengeling van vele. De meeste jongeren komen samen op Jingubrug, een voetgangersbrug die de wijk Harajuku verbindt met het Meiji-schrijn.
Harajuku is ook bekend als modehoofdstad omwille van de unieke straatmode. De straatstijl van Harajuku is gepromoot in Japanse en internationale magazines zoals Kera, Tune, Gothic & Lolita Bible en FRUiTS. Vele vooraanstaande modeontwerpers en ideeën zijn ontsproten uit Harajuku en zelf opgenomen in de andere modes in de hele wereld. Harajuku is tevens een groot winkelcentrum waar men westerse luxeontwerpers zoals Louis Vuitton vindt naast lokale ontwerpers uit Harajuku.

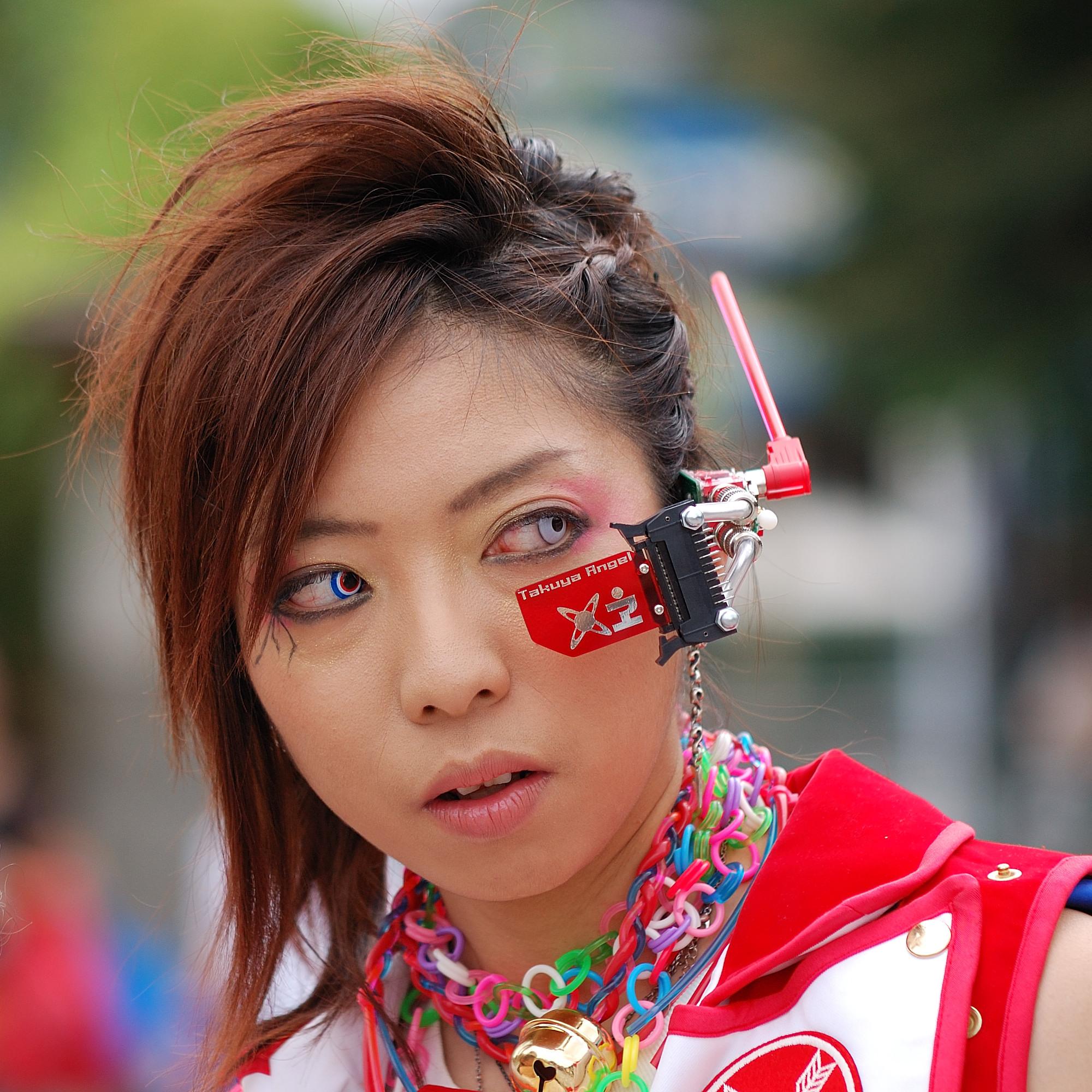
Meisje in Harajuku
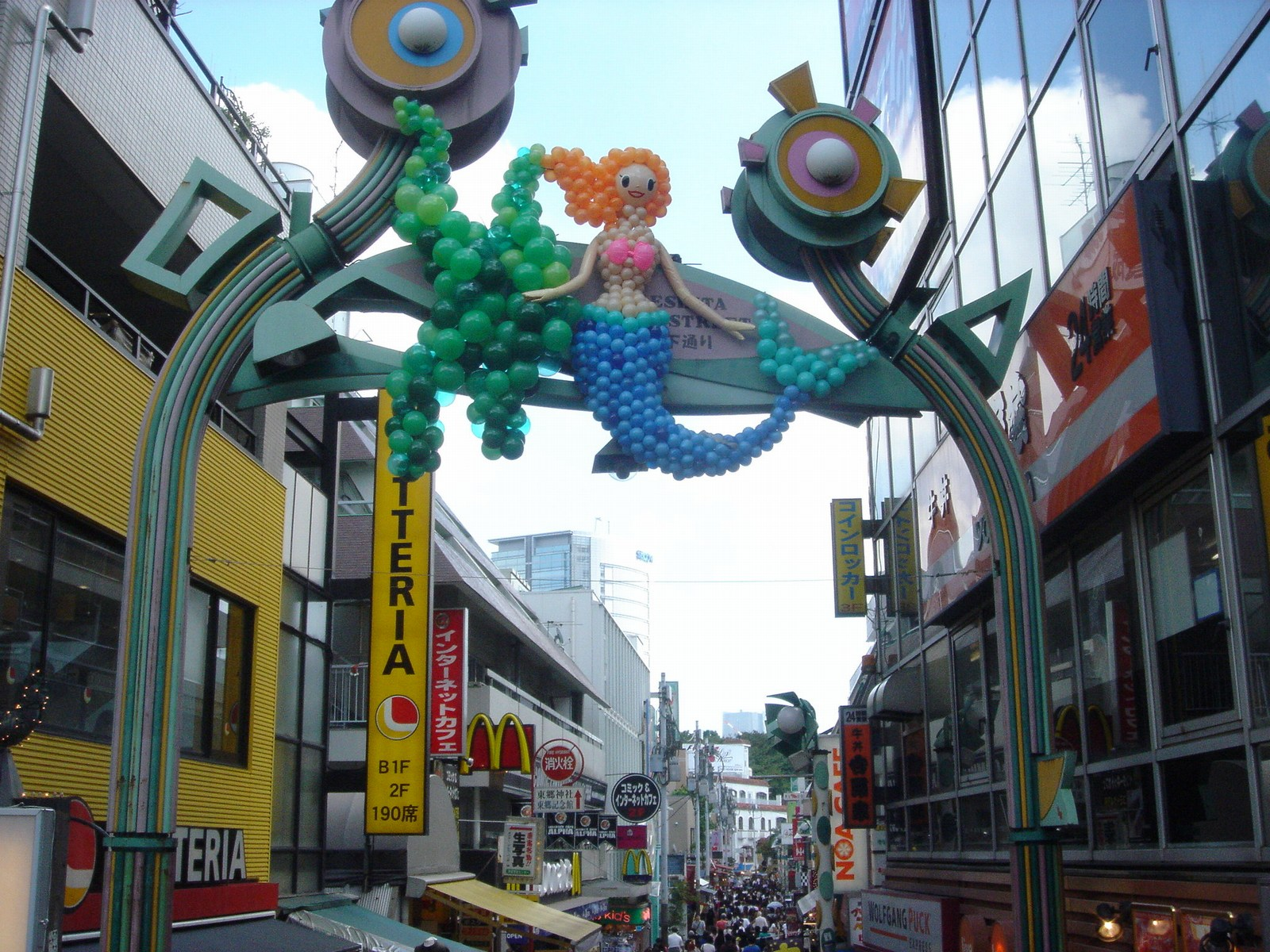
Takeshitastraat

Akasaka · Akihabara · Aomi · Aoyama · Ariake · Asagaya · Asakusa · Asakusabashi · Azabu · Daikanyama · Den-en-chōfu · Ebisu · Futako Tamagawa · Ginza · Gotanda · Hamamatsuchō · Harajuku · Hibiya · Hongō · Ichigaya · Iidabashi · Ikebukuro · Iwamotochō · Jiyūgaoka · Jinbōchō · Jūjō · Kabukichō · Kagurazaka · Kajichō · Kanda · Kasumigaseki · Kichijōji · Koishikawa · Kugayama · Kyōbashi · Kōenji · Kōjimachi · Marunouchi · Mita · Nagata · Nihonbashi · Nishi Shinjuku · Ochanomizu · Odaiba · Ogawamachi · Ōizumigakuenchō · Omori · Omotesandō · Otemachi · Roppongi · Ryogoku · Sanya · Sendagaya · Shiba · Shibaura · Shibuya · Shimo-Kitazawa · Shinbashi · Shinjuku · Shinjuku ni-chōme · Shiodome · Shirokane · Shirokanedai · Sugamo · Surugadai · Takadanobaba · Takanawa · Tamachi · Tateishi · Tatsumi · Toyosu · Tsuki no Misaki · Tsukiji · Tsukishima · Uchi-Kanda · Ueno · Wakasu · Yaesu · Yayoi · Yoga · Yotsuya · Yoyogi · Yūrakuchō